# رافائل مونیوز (شناگر)

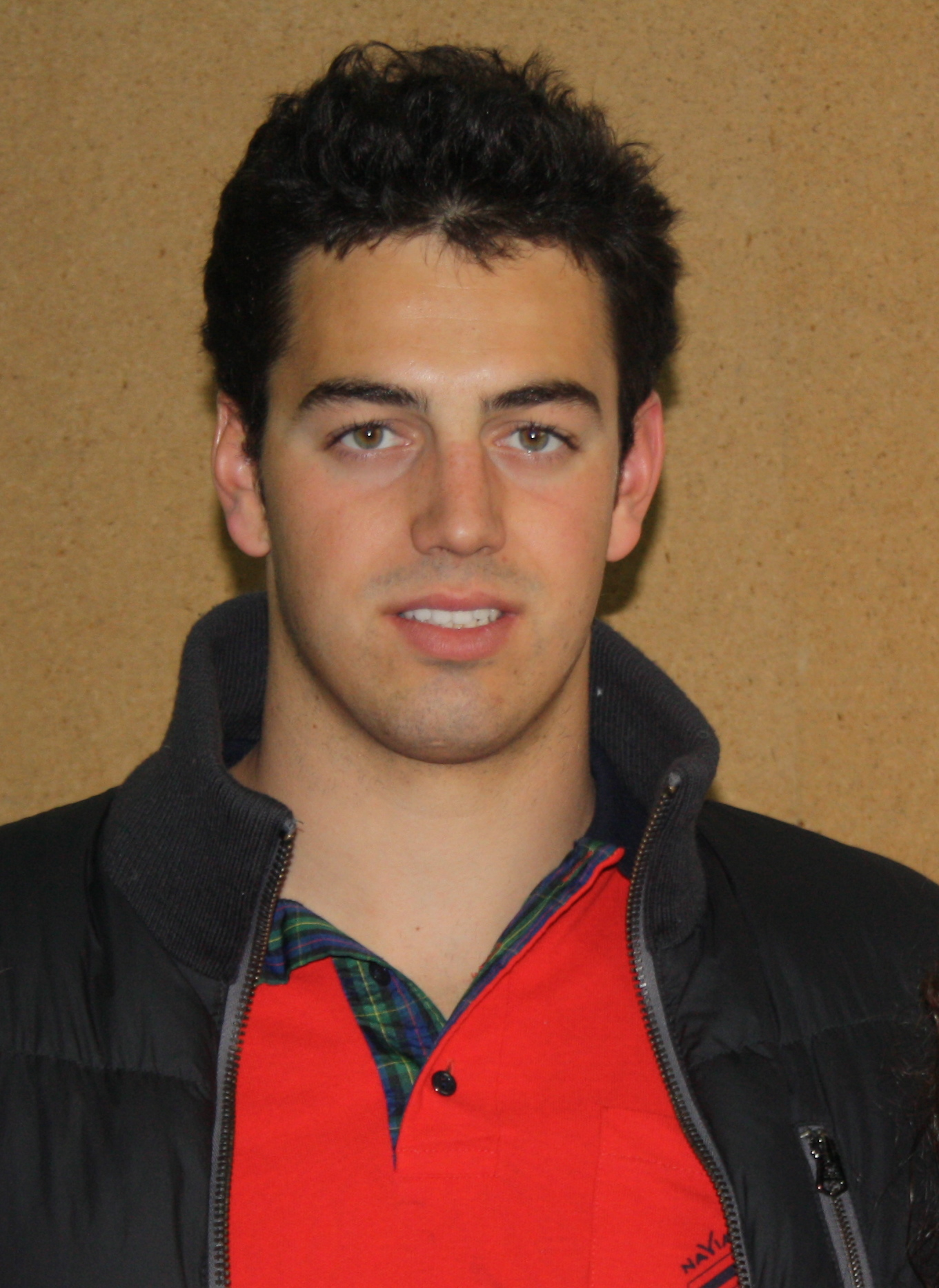
تصویر رافائل مونوز در مسابقات شنای مطلق کادیز ۲۰۱۰

رافائل مونیوز (به انگلیسی: Rafael Muñoz) (زادهٔ ۳ مارس ۱۹۸۸) شناگر اهل اسپانیا است.